# ラインベレン
ラインベレン (独: Rheinböllen)はドイツ連邦共和国 ラインラント＝プファルツ州ライン＝フンスリュック郡にある市。
同名の連合自治体 (独: Verbandsgemeinde Rheinböllen) の行政庁所在地である。

## 経済と社会資本
アウトバーンA61のインターチェンジがあり、ライン川沿いのバッハラッハから道路で15km、マインツおよびコブレンツから約50kmの距離にある。